# Hollands Hoop
Hollands Hoop is een Nederlandse drama- en misdaadserie voor televisie van de VARA, de VPRO en de NTR. De titel is zowel ontleend aan de naam van de boerderij waaromheen zich het verhaal afspeelt, alsook de naam van de wiet die in de serie verhandeld wordt. De drie seizoenen bestaan alle uit acht afleveringen. Seizoen één en twee werden in respectievelijk 2014 en 2017 uitgezonden op NPO 2. Seizoen 3, tevens het laatste seizoen, ging op 9 februari 2020 van start en was op NPO 3 te zien.

## Verhaal
De forensisch psychiater Fokke Augustinus komt na een burn-out met verlof thuis te zitten. Na het overlijden van zijn vervreemde vader erft hij diens boerderij. Fokke besluit om met zijn vrouw Machteld en hun drie kinderen te verhuizen naar het Groningse platteland. Eenmaal daar aangekomen ontdekt hij dat deze boerderij, genaamd "Hollands Hoop", een wietplantage is die onderdeel uitmaakt van een nog veel groter drugsimperium. Fokke wordt steeds meer opgeslokt door de duistere activiteiten die op de boerderij plaatsvinden, waardoor hij langzaam zijn ethisch besef verliest.

## Rolbezetting

### Hoofdrollen
| Acteur                | Personage                  | Seizoen | Seizoen | Seizoen | Totaal |
| Acteur                | Personage                  | 1       | 2       | 3       | Totaal |
| --------------------- | -------------------------- | ------- | ------- | ------- | ------ |
| Marcel Hensema        | Fokke Augustinus           | 8       | 8       | 8       | 24     |
| Kim van Kooten        | Machteld Augustinus-Elvink | 8       | 8       | 8       | 24     |
| Martijn Lakemeier     | Pepijn Augustinus          | 8       | 8       | 8       | 24     |
| Megan de Kruijf       | Lara Augustinus            | 8       | 8       | 8       | 24     |
| Amber Robin Berentsen | Filippa Augustinus         | 8       | 8       | 8       | 24     |
| Peter Van den Begin   | Dimitri Dugour             | 8       | 7       | 8       | 23     |
| Hadewych Minis        | Liesbeth Kooistra          | 4       | 8       | 8       | 20     |
| Nikola Đuričko        | Saša Bakrac / Milos Bakrac | 6       | 7       | 6       | 19     |
| Cynthia Abma          | Anna Bullema               | 7       | 6       | 7       | 19     |
| Gaite Jansen          | Talia Chanti               |         | 7       | 8       | 15     |
| Peter Paul Muller     | Matthias Kooistra          | 8       | 3       |         | 11     |
| Chris Zegers          | Rinus Chanti               |         |         | 8       | 8      |
| Camilla Siegertsz     | Teup                       |         | 5       |         | 5      |

### Bijrollen
| Acteur                          | Personage       | Seizoen | Seizoen | Seizoen | Totaal |
| Acteur                          | Personage       | 1       | 2       | 3       | Totaal |
| ------------------------------- | --------------- | ------- | ------- | ------- | ------ |
| Jaap Spijkers                   | Uwe Noorman     | 7       | 5       | 7       | 19     |
| Bart Sietsema                   | Ole Jansen      |         | 5       | 7       | 12     |
| Remco Sietsema                  | Per Jansen      |         | 5       | 7       | 12     |
| Jonas Smulders                  | Kenneth         |         | 7       | 3       | 10     |
| Mandela Wee Wee Maurits Delchot | Jos Ying        |         | 4       | 4       | 8      |
| Malou Gorter                    | Felis           |         |         | 8       | 8      |
| Saskia Temmink                  | Cate            |         |         | 8       | 8      |
| Caya de Groot                   | Anura           |         |         | 8       | 8      |
| Dries Alkemade                  | Bert Kooistra   | 4       | 2       |         | 6      |
| Albert Secuur                   | Gerrit 'Ginkel' | 4       | 1       |         | 5      |
| Vincent van den Berg            | Sijzo Timmerman |         | 5       |         | 5      |

## Afleveringen

### Seizoen 1 (2014)
| Nr. | Titel                          | Uitzenddatum      | Kijkcijfers |
| --- | ------------------------------ | ----------------- | ----------- |
| 1   | In Holland staat een huis      | 27 september 2014 | 779.000     |
| 2   | In een groen groen knollenland | 4 oktober 2014    | 831.000     |
| 3   | Mijn vrouw mijn land           | 11 oktober 2014   | 652.000     |
| 4   | Dutch Passion                  | 18 oktober 2014   | 620.000     |
| 5   | Vladimir Poetin                | 25 oktober 2014   | 711.000     |
| 6   | Woeste Wieken                  | 1 november 2014   | 491.000     |
| 7   | Onder de groene zoden          | 8 november 2014   | 459.000     |
| 8   | Sea of Green                   | 15 november 2014  | 506.000     |

### Seizoen 2 (2017)
| Nr. | Titel                    | Uitzenddatum     | Kijkcijfers |
| --- | ------------------------ | ---------------- | ----------- |
| 1   | Paardenkracht            | 4 november 2017  | 472.000     |
| 2   | Achter elke sterke man   | 11 november 2017 | 470.000     |
| 3   | Jouw schuld, mijn schuld | 18 november 2017 | 376.000     |
| 4   | Partner & Crime          | 25 november 2017 | 389.000     |
| 5   | Wat moet dat moet        | 2 december 2017  | 358.000     |
| 6   | Grensgeval               | 9 december 2017  | 376.000     |
| 7   | Hero pose                | 16 december 2017 | 449.000     |
| 8   | Killer Couple            | 23 december 2017 | 498.000     |

### Seizoen 3 (2020)
| Nr. | Titel                 | Uitzenddatum     | Kijkcijfers |
| --- | --------------------- | ---------------- | ----------- |
| 1   | Gebakken peren        | 9 februari 2020  | 457.000     |
| 2   | De aarde geeft        | 16 februari 2020 | 428.000     |
| 3   | Doodsadem             | 23 februari 2020 | 342.000     |
| 4   | Fok                   | 1 maart 2020     | 244.000     |
| 5   | Weed World            | 8 maart 2020     | 329.000     |
| 6   | Purple Haze           | 15 maart 2020    | 346.000     |
| 7   | Weed is greed         | 22 maart 2020    | 370.000     |
| 8   | De slager van Hensema | 29 maart 2020    | 308.000     |

## Muziek
Tijdens de intro van de serie klinkt Reap what we have sown, een nummer uit 2014 speciaal voor deze serie gecomponeerd door Torre Florim van De Staat en Janne Schra. De overige muziek in de serie is geschreven door de Belgische componist Steve Willaert.

## Productie
De serie werd opgenomen in het Groningse dorp Overschild, in en rond de boerderij Hooghammen in De Hammen.
Andere opnamelocaties zijn de Mariakerk van Wierum in Noord-Friesland (o.a. de begrafenisscènes) en Wester-Amstel in Amstelveen (de boerderij van Peter Paul Muller). Voor de nieuwe school van de kinderen in Groningen is gebruik gemaakt van het Zaanlands Lyceum in Zaandam. Regelmatig terugkerende locaties zijn de dijkdoorgang in de Eemspolder bij Uithuizermeeden, het uitzicht op het industrie- en windmolenlandschap bij de Eemshaven en de spoorwegovergang van de spoorlijn tussen Roodeschool en de Eemshaven. Het station waar gefilmd wordt in diverse afleveringen is echter het station van Hollandsche Rading, aan de Spoorlijn Hilversum - Lunetten.
In de vierde aflevering zijn Kraantje Lek bij Overveen en het 'Beroemde Huis' in Broek in Waterland (woning van Cynthia Abma) te zien. In aflevering 'Woeste wieken' is Poldermolen M in Zuidschermer te zien.

## Interactieve website
Bij het tweede seizoen van Hollands Hoop verscheen de interactieve website hollandshoop.nl, die een inkijk geeft in de boerderij van Hollands Hoop waar de familie Augustinus woont.
De site is in 2019 bekroond met de zilveren Lovie Award.

## Prijzen en nominaties
| Jaar                  | Seizoen                         | Nominatie                     | Categorie      | Acteur/Scenarioschrijver | Resultaat |
| --------------------- | ------------------------------- | ----------------------------- | -------------- | ------------------------ | --------- |
| 2014                  |                                 |                               |                |                          |           |
| 1                     |                                 |                               |                |                          |           |
| Gouden Kalf           | Beste acteur in televisiedrama  | Marcel Hensema                | Nominatie      |                          |           |
| Gouden Kalf           | Beste actrice in televisiedrama | Kim van Kooten                | Nominatie      |                          |           |
| Gouden Kalf           | Beste televisiedrama            |                               | Winnaar        |                          |           |
| Zilveren Nipkowschijf | Beste televisieprogramma        |                               | Nominatie      |                          |           |
| 2015                  | 1                               | Zilveren Krulstaart           | Beste scenario | Franky Ribbens           | Winnaar   |
| 2017                  |                                 | Kees Holierhoek Scenarioprijs | Beste scenario | Franky Ribbens           | Winnaar   |

12 steden, 13 ongelukken · Alles draait om geld · Bergen Binnen · Büch's Boeken · Buitenhof ** · Bureau Kruislaan · Cabaret & Co · Comedytrain presenteert · Deadline · Dr. Ellen · Ernstige Delicten · Factor Giel · Gebak van Krul · GIEL · Herexamen · Hoe bestaat het · Hof van Joosten · Hollands Hoop · In goed gezelschap · Is dat eigenlijk wel zo? · Jules Unlimited · Kanniewaarzijn · Kassa · Kassa 3 · Kinderen geen bezwaar · Kinderen voor Kinderen · Kopspijkers · Kun je het al zien? · Het Lagerhuis · Langs de Leeuw · Langs Sint en De Leeuw · De leugen regeert · Lieve Paul · Lieve Paul & Sint · MaDiWoDoVrijdagshow · De Mega Mike & Mega Thomas Show · Mooi! Weer De Leeuw · Mooi! Weer de Sint · Nieuwslicht · NOVA * · Oppassen!!! · Overspel · Panache · PAU!L · PAU!L en Sint! · Pauls Kadoshow · Pauls Puber Kookshow · Pauw & Witteman · Per Seconde Wijzer · Sint & De Leeuw · Shouf Shouf! · The Sopranos · Stellenbosch ** · Studio Spaan · Thank God It's Friday · Twee voor twaalf · Unit 13 · De verrukkelijke 85 · Vroege Vogels TV · Vuurzee · Waltz ** · De Wereld Draait Door · De wereld van Boudewijn Büch · Wie steelt mijn show? · X De Leeuw · Zembla

*: In samenwerking met NPS en NOS     **: In samenwerking met AVROTROS en VPRO